# Victor de Cessole
Victor, chevalier de Cessole, né le 20 décembre 1859 à Nice (alors province de Nice du royaume de Sardaigne) et mort le 23 janvier 1941 à Nice, alpiniste et philanthrope français, pionnier des massifs des Alpes-Maritimes.

## Biographie
Victor de Cessole est issu d'une famille aisée, les Spitalieri de Cessole, connus et appréciés dans le Comté de Nice. Son grand-père paternel, le comte Hilarion Spitalieri de Cessole, fut président du Sénat de Nice de 1835 à 1845. Victor de Cessole grandit dans une atmosphère privilégiée et obtient après de bonnes études une licence de droit. Il mène alors une vie de notable. Érudit, passionné par de nombreux domaines, tels que la botanique, la minéralogie, la photographie, il fait partie de plusieurs associations et intervient régulièrement dans des sociétés savantes. Également humaniste, il s'occupe jusqu'à sa mort d'œuvres de bienfaisance.
Comme William Auguste Coolidge, Victor de Cessole se met à la montagne sur les conseils de son médecin. En 1889, il rejoint le Club alpin français (CAF) de Nice, puis découvre les sommets aux alentours de Saint-Martin-Vésubie. Le mont Clapier, la cime du Gélas et la cime de la Malédie sont rapidement vaincus. Vient alors la systématisation dans la conquête des sommets des Alpes-Maritimes et de l'Argentera, suivie d'hivernales à partir de 1895. Scientifique, Victor de Cessole dresse scrupuleusement un inventaire des sommets. Accompagné d'un guide (le plus fréquemment Jean Plent) dans ses expéditions, il réalise de nombreuses premières. S'il n'est pas aussi bon escaladeur ou aussi sportif que les célèbres alpinistes qu'il côtoie, il sera résolu dans ses ascensions. À noter parmi ses réalisations majeures la première ascension du Corno Stella le 22 août 1903, et des Aiguilles de Pelens en 1905: deux sommets réputés inaccessibles et dépourvus d'une véritable voie normale.
Victor de Cessole prend la présidence du CAF de Nice en 1900, la conservant jusqu'en 1932. Il s'occupera alors de développer le club et ses activités. Plus généralement, il cherchera à faire prospérer le tourisme alpin dans les Alpes-Maritimes, inexistant au début du XXe siècle, au détriment des sites des Hautes-Alpes. Victor de Cessole fait ainsi connaître la montagne par des conférences, des banquets, l'accompagnement des citadins et des scolaires. Il développe les sports d'hiver, ski et patinage, et organise la première compétition de ski, à Peïra-Cava, en 1909. Pour soutenir ces activités, il est à l'origine de la création de refuges de montagne, tels celui de Nice en 1901 (dans la vallée de la Gordolasque) et celui de Rabuons en 1905. Le Chevalier sera aidé par l'essor des moyens de transport : le tramway Nice - Saint-Martin-Vésubie est inauguré en 1909 (il fallait encore 10 heures en 1897 pour faire le trajet amontcev.free.fr ). Avec le succès progressif rencontré par les activités de montagne, il sera aussi l'initiateur en 1930 de la création des secours en montagne dans le département.
Victor de Cessole recevra de nombreux honneurs. Il est notamment fait officier de la Légion d'honneur en avril 1936. Bibliophile, il aura constitué une collection unique de beaux livres et de documents sur la région qu'il cède en 1933 à la Ville de Nice et précisément au musée Masséna. La Bibliothèque du Chevalier Victor de Cessole est ainsi inaugurée en 1937 ; son conseil d'administration est toujours présidé par un descendant de la famille, Bruno de Cessole.
Il aura également pris près de 7 000 photos, sur plaques de verre, de la montagne conservées à la bibliothèque de Cessole. Son disciple sera le docteur Vincent Paschetta, qui réalisera un guide exhaustif des sommets des Alpes-Maritimes et de leurs voies d'accès.
En hommage à l'œuvre du Chevalier, un pic de 2 915 m d'altitude dans le Mercantour, gravi par ce dernier en 1901, et alors anonyme, porte son nom.
Un boulevard porte également son nom à Nice Nord.

## Distinctions
- Officier de la Légion d'honneur (1936)